# Grudzień 2018

## 31 grudnia
- Co najmniej 21 osób zginęło w Rosji, w wybuchu gazu w wieżowcu w Magnitogorsku[1].

## 30 grudnia
- Wybory prezydenckie w Demokratycznej Republice Konga.

## 29 grudnia
- Co najmniej 122 ofiary śmiertelne spowodowała burza tropikalna Usman, która przeszła nad Filipinami[2].

## 27 grudnia
- Co najmniej dziesięć osób zginęło, a trzydzieści zostało rannych w wypadku autokaru, który stoczył się do rzeki na zachodzie Peru[3].

## 23 grudnia
- Ustępujący sekretarz obrony USA generał James Mattis podpisał rozkaz wycofania wojsk amerykańskich z Syrii. Zaniepokojenie tą decyzją wyrazili sojusznicy USA, w tym Wielka Brytania i Francja[4].
- Prezydent USA Donald Trump poinformował na serwisie Twitter, że od 1 stycznia 2019 roku następnym sekretarzem obrony USA będzie powołany w lipcu 2017 r. zastępca gen. Mattisa, Patrick Shanahan[4][5].

## 22 grudnia
- Setki osób zginęły w wyniku tsunami w Cieśninie Sundajskiej[6][7].

## 21 grudnia
- W Niemczech zamknięto ostatnią kopalnię węgla kamiennego. Ostatni zjazd i powrót oraz ceremonia z udziałem prezydenta Niemiec Franka-Waltera Steinmeiera i przewodniczącego Komisji Europejskiej Jeana-Claude’a Junckera odbyła się w Bottrop w Zagłębiu Ruhry w kopalni Prosper-Haniel[8][9].
- Były prezes Nissana Carlos Ghosn, pozbawiony wolności od 19 listopada, usłyszał nowe zarzuty przedłużające jego zatrzymanie. Japońscy prokuratorzy podejrzewali go o obciążenie koncernu samochodowego osobistymi stratami majątkowymi wynikającymi z kontraktu na derywatach[10].
- Król Belgów Filip I Koburg, po przeprowadzonych konsultacjach, przyjął rezygnację premiera kraju – Charles’a Michela, powierzając jego rządowi tymczasowe pełnienie obowiązków[11].

## 20 grudnia
- W Stonawie doszło do katastrofy górniczej w kopalni ČSM Północ, w której zginęło 13 górników (12 Polaków i 1 Czech), a 10 zostało rannych. W związku z tym wydarzeniem prezydent Andrzej Duda ogłosił 23 grudnia dniem żałoby narodowej[12].
- Sekretarz obrony USA generał James Mattis ogłosił swoją rezygnację ze stanowiska, powołując się na rozbieżność poglądów z prezydentem Donaldem Trumpem[13][14].
- Prezydent Irlandii Michael Daniel Higgins podpisał ustawę po raz pierwszy legalizującą aborcję w Republice Irlandzkiej[15].
- Zmarł Romuald Dębski – polski lekarz ginekolog, nauczyciel akademicki, doktor habilitowany nauk medycznych, profesor Centrum Medycznego Kształcenia Podyplomowego[16].

## 19 grudnia
- Prezydent Stanów Zjednoczonych Donald Trump ogłosił wycofanie wojsk amerykańskich z Syrii, mimo protestów własnych doradców i sekretarza obrony Jamesa Mattisa. Decyzja ta spotkała się z krytyką także polityków reprezentowanej przez Trumpa Partii Republikańskiej, chwalił ją z kolei prezydent Rosji Władimir Putin[17][18].

## 18 grudnia
- Premier Belgii, Charles Michel podał się do dymisji[19].
- Zmarł Kazimierz Kutz – polski reżyser filmowy, teatralny i telewizyjny, scenarzysta filmowy oraz polityk, członek założyciel Stowarzyszenia Filmowców Polskich[20].

## 16 grudnia
- W Hangzhou zakończyły się mistrzostwa świata w pływaniu na krótkim basenie[21].
- Salome Zurabiszwili została zaprzysiężona na prezydenta Gruzji[22].

## 15 grudnia
- Na soborze zjednoczeniowym w którym wzięli udział na zasadach soborów biskupich przedstawiciele Ukraińskiego Kościoła Prawosławnego Patriarchatu Kijowskiego oraz Ukraińskiego Autokefalicznego Kościoła Prawosławnego, a także oddzielni przedstawiciele Ukraińskiego Kościoła Prawosławnego Patriarchatu Moskiewskiego powołano Kościół Prawosławny Ukrainy, a na jego zwierzchnika wybrano biskupa Epifaniusza[23].
- Podczas 31. ceremonii wręczenia Europejskich Nagród Filmowych (2018) nagrody zdobyli twórcy filmu „Zimna wojna”: Paweł Pawlikowski (Najlepszy Europejski Film, Najlepszy Europejski Reżyser, Najlepszy Europejski Scenarzysta), Joanna Kulig (Najlepsza Europejska Aktorka) oraz Jarosław Kamiński (Najlepszy Europejski Montażysta). Wśród laureatów jest także Damian Nenow, współautor filmu „Jeszcze dzień życia” (kategoria: Najlepszy film animowany)[24].

## 13 grudnia
- Co najmniej dziewięć osób zginęło, a czterdzieści sześć zostało rannych, gdy w Ankarze pociąg ekspresowy zderzył się ze składem technicznym[25].

## 12 grudnia
- Premier Wielkiej Brytanii Theresa May w wewnątrzpartyjnym głosowaniu obroniła się przed wnioskiem o wotum nieufności dla niej jako liderki Partii Konserwatywnej. Przeciwko May głosowało 37% posłów z jej partii[26].

## 11 grudnia
- Cztery osoby zginęły, a trzynaście zostało rannych w zamachu w Strasburgu[27][28].

## 9 grudnia
- Zakończyły się rozgrywane w Yorku snookerowe mistrzostwa Wielkiej Brytanii UK Championship 2018. Tytuł obronił, zdobywając rekordowe siódme mistrzostwo, Anglik Ronnie O’Sullivan pokonując Marka Allena z Irlandii Północnej 10–6[29].

## 8 grudnia
- We Francji doszło do kolejnych protestów „żółtych kamizelek”, zmobilizowano prawie 90 tysięcy funkcjonariuszy sił policyjnych. Protestować miało ok. 125 tysięcy osób, prawie tysiąc zatrzymano[30][31].

## 7 grudnia
- Chińska rakieta kosmiczna Długi Marsz 3B wyniosła Chang’e 4: zmierzającą na księżyc sondę kosmiczną wyposażoną w lądownik z łazikiem[32].

## 5 grudnia
- Zaprzysiężono nowy rząd Luksemburga.

## 3 grudnia
- W Katowicach rozpoczęła się Konferencja Narodów Zjednoczonych w sprawie zmian klimatu. Zakończy się 14 grudnia[33].

## 1 grudnia
- W Paryżu podczas antyrządowych demonstracji ruchu „żółtych kamizelek” doszło do starć z policją[34][35].
- Andrés Manuel López Obrador został zaprzysiężony na stanowisko prezydenta Meksyku[36].